# Aora pseudotypica
Aora pseudotypica är en kräftdjursart. Aora pseudotypica ingår i släktet Aora och familjen Aoridae. Inga underarter finns listade i Catalogue of Life.